# Ceylan (Schiff)
Die Ceylan war ein 1907 in Dienst gestelltes Passagierschiff der französischen Reederei Compagnie des Chargeurs Réunis, das bis 1934 im Dienst war. Besonders bekannt ist es, weil es im Januar 1920 die 34 Überlebenden des Passagierschiffs Afrique an Bord nahm, welches in der Biskaya im Sturm gesunken war.

## Das Schiff
Das 8223 BRT große Dampfschiff Ceylan wurde auf der Schiffswerft Swan Hunter & Wigham Richardson in Wallsend (England) für die 1872 gegründete französische Reederei Compagnie des Chargeurs Réunis gebaut. Es lief am 13. August 1907 vom Stapel und wurde im Dezember 1907 fertiggestellt. Das 147,2 Meter lange und 16,9 Meter breite Passagierschiff hatte einen Schornstein, zwei Masten und zwei Propeller. Die Höchstgeschwindigkeit lag bei 14 Knoten.
Am 11. Januar 1920 kam die Ceylan unter dem Kommando von Kapitän Jouan der Afrique zu Hilfe, einem Passagierschiff, das derselben Reederei angehörte. Die Afrique war kurz zuvor mit 609 Passagiere und Besatzungsmitgliedern an Bord in der Biskaya auf ein Riff gelaufen und saß fest.  Wegen der stürmischen See kam die Ceylan aber nicht an die festsitzende Afrique heran. Sie nahm aber kurz darauf die beiden einzig klargekommenen Rettungsboote auf, die zusammen 34 Personen an Bord hatten. Diese 34 Menschen, darunter  vier Frauen, waren die einzigen Überlebenden des Unglücks. Sie wurden von der Ceylan an Land gebracht.
Die Ceylan traf am 21. März 1934 nach 27 Dienstjahren  in La Spezia (Italien) zum Abwracken ein.